# Mogiła na Placu Wolności w Bobrownikach
Mogiła wojenna na Placu Wolności w Bobrownikach – zbiorowa mogiła 23 Polaków, ofiar niemieckiego okupanta, zlokalizowana w centralnej części płyty Placu Wolności (rynku) w Bobrownikach w powiecie lipnowskim (województwo kujawsko-pomorskie).
Mogiła kryje prochy 23 osób, mieszkańców gmin Bobrowniki i Kłokock (Bobrowniki, Radomice i Grabiny) zamordowanych przez Niemców w Lesie Karnkowskim w październiku 1939. Na mogile znajduje się pomnik ku czci pomordowanych.